# Petit-Palais-et-Cornemps
Petit-Palais-et-Cornemps ist eine französische Gemeinde mit 738 Einwohnern (Stand 1. Januar 2022) im Département Gironde in der Region Nouvelle-Aquitaine. Der heutige Ortsname entstand infolge der Zusammenlegung zweier ursprünglich eigenständiger Gemeinden in der Zeit der Französischen Revolution.

## Lage
Die beiden Ortsteile von Petit-Palais-et-Cornemps liegen nahe der Quelle des Flüsschens Palais und sind etwa 20 Kilometer (Fahrtstrecke) in nordöstlicher Richtung von Libourne bzw. gut 15 Kilometer ebenfalls in nordöstlicher Richtung von Saint-Émilion entfernt.

## Geschichte
Zur Geschichte der beiden bereits im 19. Jahrhundert zusammengelegten Ortsteile ist so gut wie nichts publiziert; man weiß nur von Zerstörungen im Jahre 1587 während der Hugenottenkriege.

### Bevölkerungsentwicklung
| Jahr      | 1962 | 1968 | 1975 | 1982 | 1990 | 1999 | 2006 | 2017 |
| Einwohner | 492  | 530  | 503  | 489  | 565  | 551  | 617  | 723  |

## Sehenswürdigkeiten
- Die Kirche St-Pierre im Ortsteil Petit-Palais liegt inmitten des örtlichen Friedhofs und hat eine überraschend ausgereifte – und sogar das Giebelfeld einbeziehende – Fassade im poitevinischen Stil (vgl. Notre-Dame-la-Grande de Poitiers, St-Hilaire de Melle, St-Pierre d’Aulnay, Prieuré St-Nicolas de Civray). Sie entstammt wahrscheinlich dem ausgehenden 12. oder dem beginnenden 13. Jahrhundert und wurde bereits im Jahre 1846 als Monument historique anerkannt.[1] anerkannt. Ob es sich eventuell um eine ehemalige Prioratskirche oder Kollegiatkirche handelt, ist unklar; in einer Liste aus dem Jahr 1398 wird sie jedenfalls als 'Pfarrkirche' geführt. Alle Teile der Fassade sind ausgesprochen plastisch durchgearbeitet und dekorativ gestaltet – auf figürlichen Schmuck wird jedoch weitgehend verzichtet. Wie etliche Kirchenportale im Südwesten Frankreichs (z. B. Aubeterre-sur-Dronne oder Chalais) ist der innere Bogen des Archivoltenportals gezackt. Obwohl die Fassade mit ihrem Triumphbogenschema in der Portalzone und ihren vertikal aufstrebenden Dienstbündeln eine Dreischiffigkeit der Kirche suggeriert, ist das Kircheninnere nur einschiffig und vermittelt einen eher wehrhaften und wenig durchgliederten Eindruck. Dass die Rippengewölbe im Innern dem Originalzustand entsprechen, ist eher unwahrscheinlich – im 17., 18. und 19. Jahrhundert wurden jedenfalls Arbeiten an den Gewölben durchgeführt.
- Die Kirche Notre Dame im etwa zwei Kilometer entfernten Ortsteil Cornemps hat einmal bessere Zeiten gesehen, wie es die Überreste der – heute freistehenden – Fassade der ehemaligen Kirche deutlich machen. Wahrscheinlich handelt es sich sogar um eine ehemalige Abteikirche, die früh (vielleicht schon im 14. Jahrhundert) in eine Pfarrkirche umgewandelt wurde. Diese wurde während der französischen Religionskriege zerstört und lag danach etliche Jahre in Ruinen, bevor sie im 17. Jahrhundert verkleinert wurde und eine vollkommen schmucklose neue Fassade erhielt. Der beinahe fensterlose Bau mit seinen hohen Außenwänden vermittelt das Aussehen einer Wehrkirche. Im Innern ist der einschiffige Bau völlig schmucklos; der Chorbereich ist gegenüber dem Langhaus um einige Stufen erhöht. Die Kirchenruine ist seit 1925 als Monument historique anerkannt.[2]

## Wirtschaft
In der Gemeinde wird seit Jahrhunderten Weinbau betrieben. Die Weine werden über die Appellationen Bordeaux und Bordeaux Supérieur vermarktet.